# 鳥嘴山 (五峰南庄)
鳥嘴山，位於臺灣苗栗縣南庄鄉東河村與新竹縣五峰鄉桃山村交界處的一座山峰，峰頂海拔1,551公尺，屬於加里山山脈北稜線上的山峰。因山腰處向側方延伸突出，遠眺形似老鷹嘴形而得名。

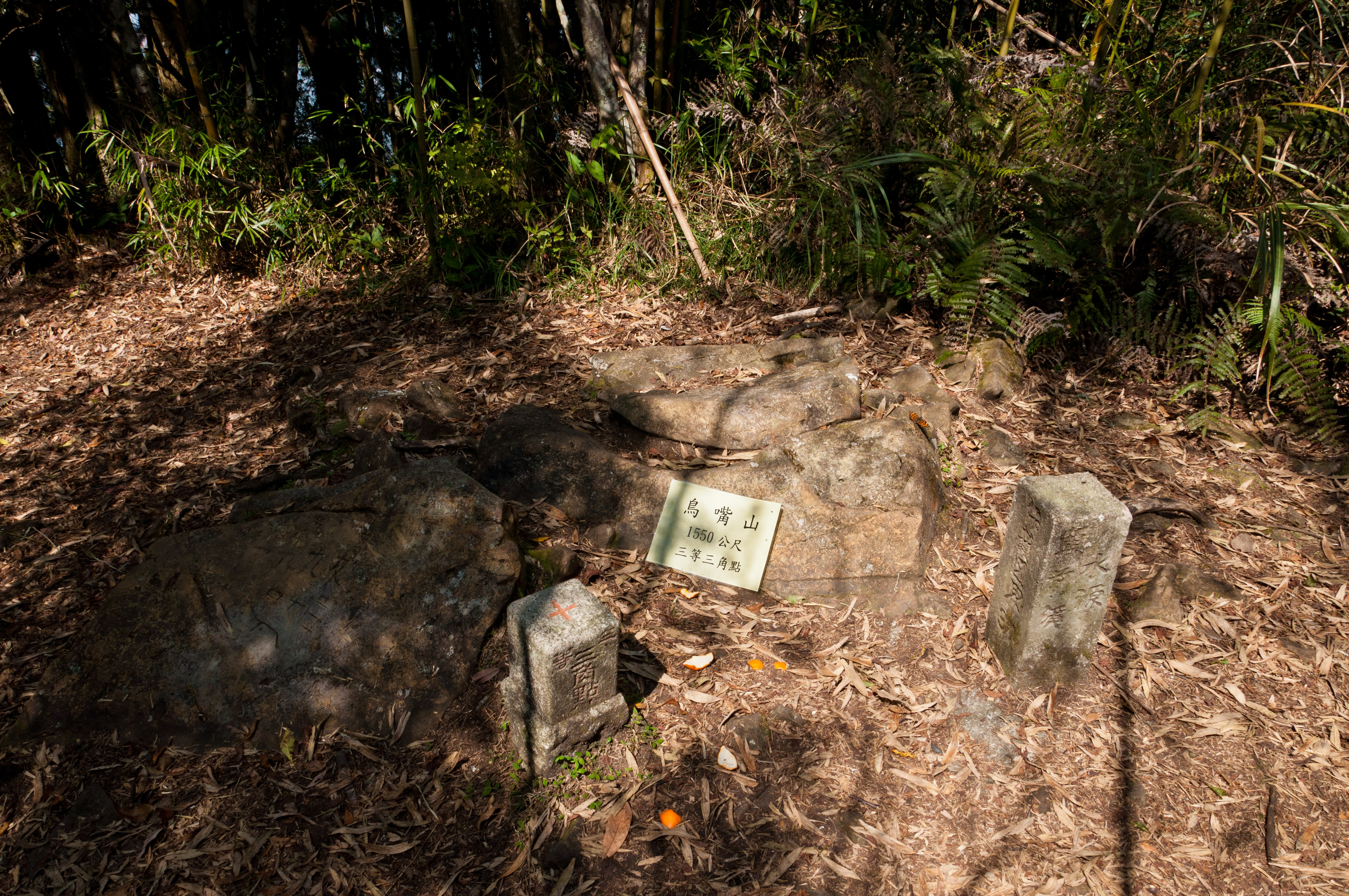
三角點

## 地理

### 周邊山岳
以下為沿此山主要稜線分佈的周邊山岳：
- 沿東北轉北稜線：鵝公髻山、五指山
- 沿東南轉南稜線：大窩山、比林山、鹿場大山

周邊山岳尚有面托油山（東南東側）。

### 源流河川
以下為發源於此山的河川：
- 土場溪支流（頭前溪水系）：發源於東南坡
- 大東河支流（中港溪水系）：發源於北坡
- 大東河支流（中港溪水系）：發源於西南坡